# 布法羅萊克 (明尼蘇達州)
布法羅萊克（英語：Buffalo Lake）是一個位於美國明尼蘇達州倫維爾縣的城市。

## 歷史
布法羅萊克於1881年成立，得名自當地附近同名的湖。布法羅萊克的郵局自1882年起營運至今。

## 人口
根據2020年美國人口普查的數據，布法羅萊克的面積為1.77平方千米，皆為陸地。當地共有人口660人，而人口密度為每平方千米373人。